# Oenanthe javanica

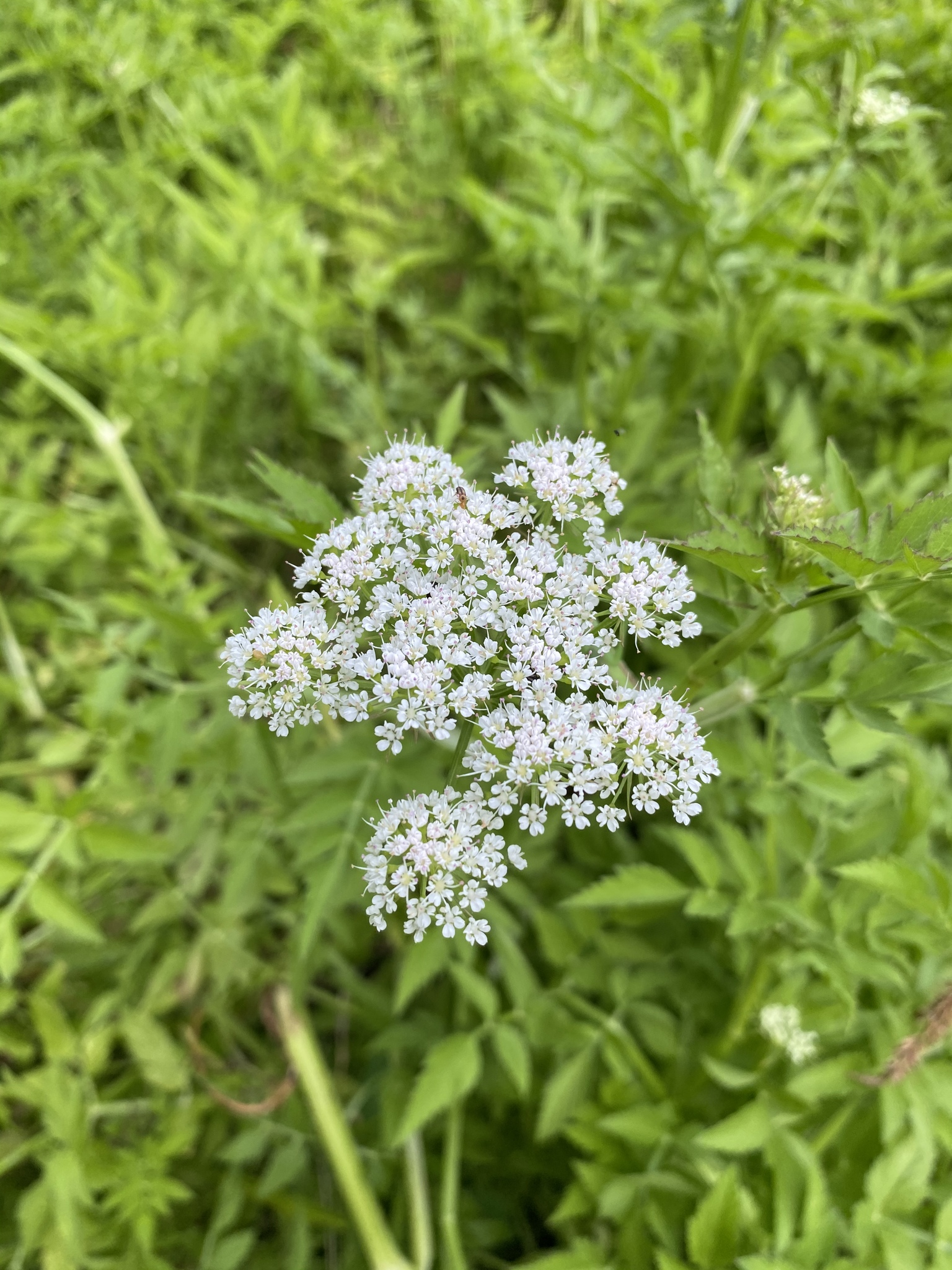
Blütenstand

Oenanthe javanica oder der Wasserfenchel, Wassersellerie und die Japanische oder Koreanische Petersilie, ist eine Pflanzenart aus der Familie der Doldenblütler. Sie ist essbar und wird vor allem in Ost- und Südostasien als Gemüse und Küchenkraut genutzt.

## Beschreibung
Oenanthe javanica wächst als ausdauernde Pflanze mit faserigen Wurzeln. Sie bildet Ausläufer, über die sie sich auch vermehrt. Ihre hohlen Stängel werden 30 bis über 120 Zentimeter lang. Die wechsel- und grundständigen, einfach bis doppelt gefiederten Blätter sind eiförmig bis dreieckig und bis über 25 Zentimeter lang. Die kurz gestielten bis fast sitzenden, spitzen Blättchen sind eiförmig bis rhombisch, grob gesägt bis fast ganzrandig oder manchmal gelappt und 10 bis 60 Millimeter lang. Die Pflanze ist unbehaart. 
Der Blütenstand ist eine Doppeldolde, die den Blättern gegenüber oder endständig steht. Selten sind Hüll- und immer Hüllchenblätter vorhanden. Die kleinen, zwittrigen oder selten männlichen und gestielten Blüten sind fünfzählig mit doppelter Blütenhülle, weiß und duften. Der Kelch ist nur sehr klein. Die kleine Frucht ist eine eiförmige bis rundliche, unbehaarte, 2 bis 3 Millimeter lange, leicht rippige Spaltfrucht mit Griffelresten ohne Karpophor. Blüten und Früchte sind von April bis Oktober anzutreffen; je nach Standort liegt die Blütezeit in Indien beispielsweise von April bis Mai oder von Mai bis Juni.
Ihre Blätter werden als nach Sellerie duftend beschrieben.

## Vorkommen
Oenanthe javanica stammt aus Südostasien und der indo-malaysischen Region, sie kommt vom japanischen Hokkaidō im Norden, China, der Mongolei bis zum australischen Queensland im Süden sowie bis nach Indien und Pakistan vor.
In der Wüste Thar wächst sie erst, seitdem dort bewässert wird. In den USA gilt Oenanthe javanica als invasive Art. In der englischen Region Greater London wurde sie 2007 wildwachsend gefunden. Auch in Deutschland kommt sie verwildert vor.
In der Schweiz ist die Art als invasiv geführt und die Freisetzung und das Inverkehrbringen ist verboten.
Oenanthe javanica gedeiht am besten auf feuchten bis sumpfigen Standorten in Höhenlagen bis 2800 Metern. Sie wächst in Sümpfen, entlang von Wasserläufen und auf Reisfeldern.
In Südostchina wächst Oenanthe javanica unter anderem vergesellschaftet mit Isoetes orientalis.

## Verwendung

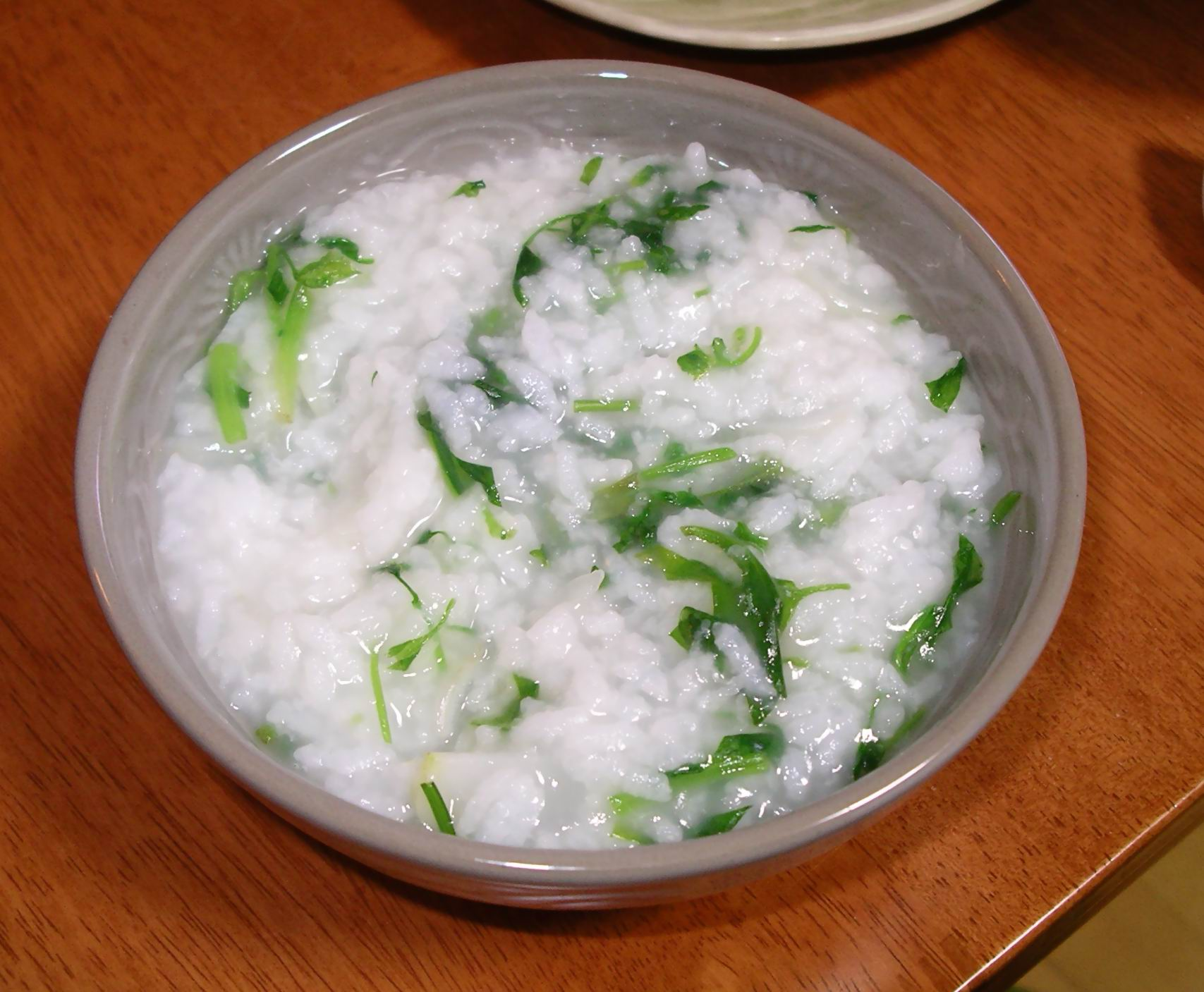
Nanakusa-gayu (japanischer Reisbrei mit sieben Kräutern)

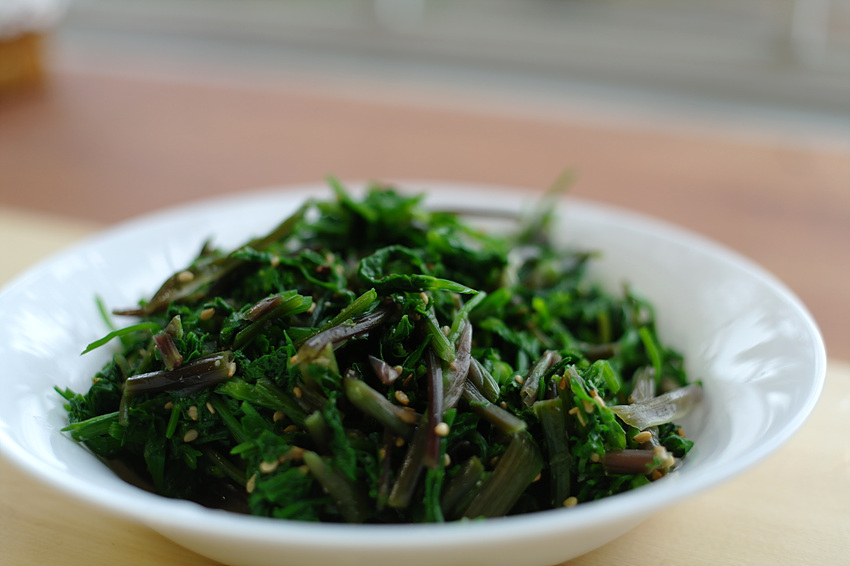
Minari-muchim (koreanische Beilage)

In Südostasien und Malesien wird Oenanthe javanica als Gemüse und Topfkraut angebaut und roh oder gedünstet mit Reis gegessen. Vor allem in Ostasien wird sie auch als Volksheilmittel verwendet. Einheimische Bezeichnungen für Oenanthe javanica sind unter anderem shelum (Malaiische Halbinsel), piopo oder pijopo (Sumatra), batjarongi, tèspong und auf Java pampoeng, pangpoeng oder sĕladrèn.
Die auf Japanisch セリ seri genannte Pflanze wird in der japanischen Küche auf verschiedene Weisen verwendet. Die feingehackten Blätter würzen Salate, Suppen und Hühnchen, die dünnen weißen Wurzeln werden gekocht oder gebraten, auch die im Herbst sprießenden Triebe werden gerne gekocht und im Winter gelten die zarten Blätter als eines der besten Grüngemüse für Sukiyaki. Allgemein wird die Pflanze das ganze Jahr über verwendet, gilt aber vom Herbst bis zum beginnenden Frühjahr als am besten. Im Frühling verleihen die jungen Blätter und Blattstiele Suppen ein einzigartiges Aroma. Oenanthe javanica wird unter anderem in Matsue angebaut; jeden Winter werden die jungen Triebe geerntet und nach Osaka, Kyōto und in andere Städte verkauft. Beim japanischen Frühlingsfest Nanakusa gehört seri zu den traditionell in einem Reisbrei (Nanakusa-gayu) verzehrten sieben Kräutern.
Auf Koreanisch heißt die Pflanze 미나리 minari und war titelgebend für den Film Minari – Wo wir Wurzeln schlagen. In der koreanischen Küche wird sie in Salaten und Suppen verwendet.
In den USA wird Oenanthe javanica auch als Zierpflanze in Gärten kultiviert, beispielsweise Kultivare wie 'Flamingo' mit blassrosa Blättern.

## Taxonomie
Erstbeschrieben wurde das Basionym 1826 als Sium javanicum durch Carl Ludwig Blume in Bijdr. Fl. Ned. Ind.: 881. 1830 wurde die Art dann durch Augustin-Pyrame de Candolle in die Gattung Oenanthe als Oenanthe javanica gestellt. Das Typusexemplar stammt aus Java.
Weitere Synonyme sind Sium laciniatum Blume, Falcaria javanica DC., Falcaria laciniata DC., Oenanthe stolonifera DC., Oenanthe linearis DC., Dasyloma benghalensis DC., Phellandrium stoloniferum Roxb., Oenanthe laciniata Zoll., Dasyloma javanicum Miq., Dasyloma laciniatum Miq., Dasyloma japonicum Miq., Dasyloma subbipinnatum Miq., Oenanthe benghalensis Benth. & Hook, Oenanthe thomsonii Clarke, Oenanthe stolonifera var. javanica Kuntze, Oenanthe schlechteri Wollf und Oenanthe rivularis Dunn u. a.